# Eriopyga janeira
Eriopyga janeira là một loài bướm đêm trong họ Noctuidae.